# Ching Ling Foo
Ching Ling Soo(金陵福), nome artístico de Zhu Liankui (chinês: 朱連魁,1854–1922)) foi um ilusionista chinês e foi o primeiro mágico da Ásia moderna a alcançar a fama mundial. Foi a maior influencia ao mágico William Ellsworth Robinson.

## História
Um de seus truques sensacionais teve Foo usando uma espada para cortar a cabeça de um menino na altura dos ombros. Então, para a surpresa do público, o rapaz "decapitado" se vira e sai do palco.
Um grupo de mulheres chinesas com pés atados, incluindo a esposa de Foo, acompanhada do mágico fora da China e foi mostrado como uma outra atração. Outros membros da família de Foo também iria participar de seu ato. Ele costumava evocar sua filha, Chee Toy, no palco enquanto seu filho iria realizar acrobacias e malabarismo.